# Salmo 143

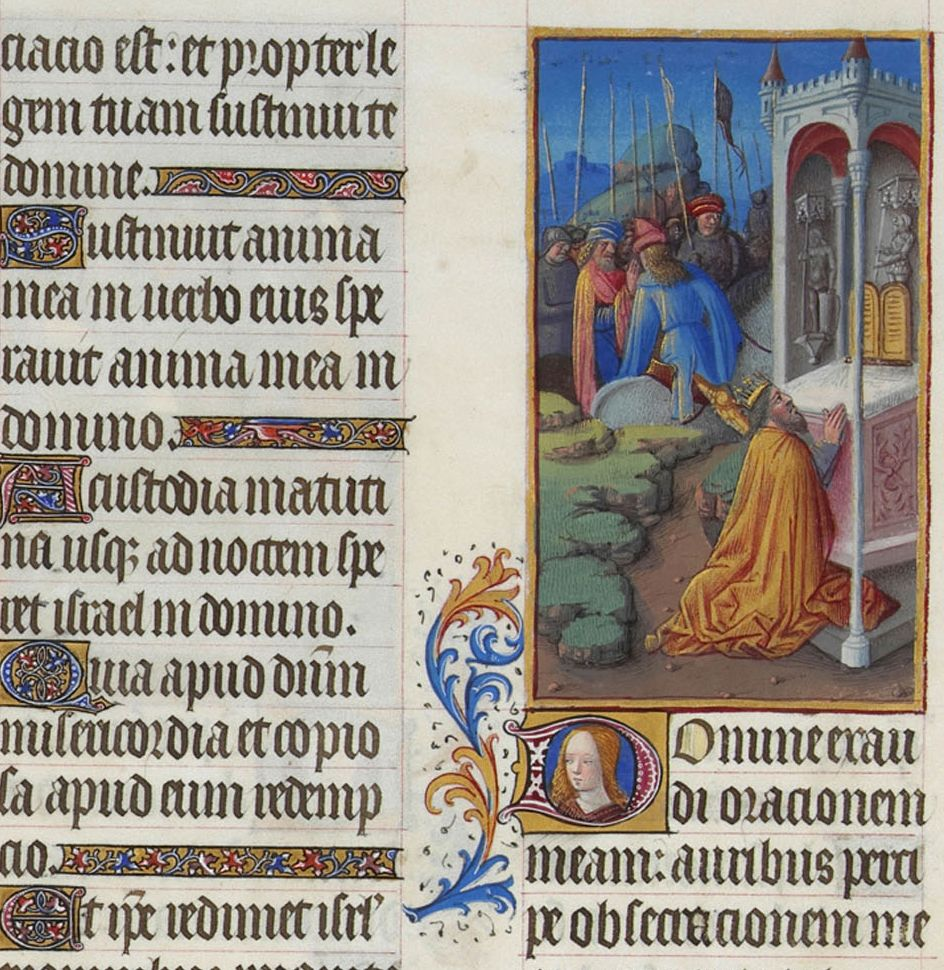
L'inizio del salmo in un manoscritto miniato.

Il salmo 143 (142 secondo la numerazione greca) costituisce il centoquarantatreesimo capitolo del Libro dei salmi.
È tradizionalmente attribuito al re Davide. È utilizzato dalla Chiesa cattolica nella liturgia delle ore ed è uno dei cosiddetti salmi penitenziali.